# Contraste (tipografía)
En tipografía, el contraste es la relación de aspecto que existe entre los trazos gruesos y los delgados. Atendiendo a esto, existen fuentes con un fuerte contraste, como Times New Roman, y fuentes sin contraste alguno, como Helvética.
- Datos: Q5785233